# Team Felt Felbermayr
Team Felt Felbermayr (código UCI: RSW) fue un equipo ciclista profesional austríaco de categoría Continental que compitió entre 2004 y 2024, año en el que desapareció tras la marcha de su patrocinador principal.

## Material ciclista

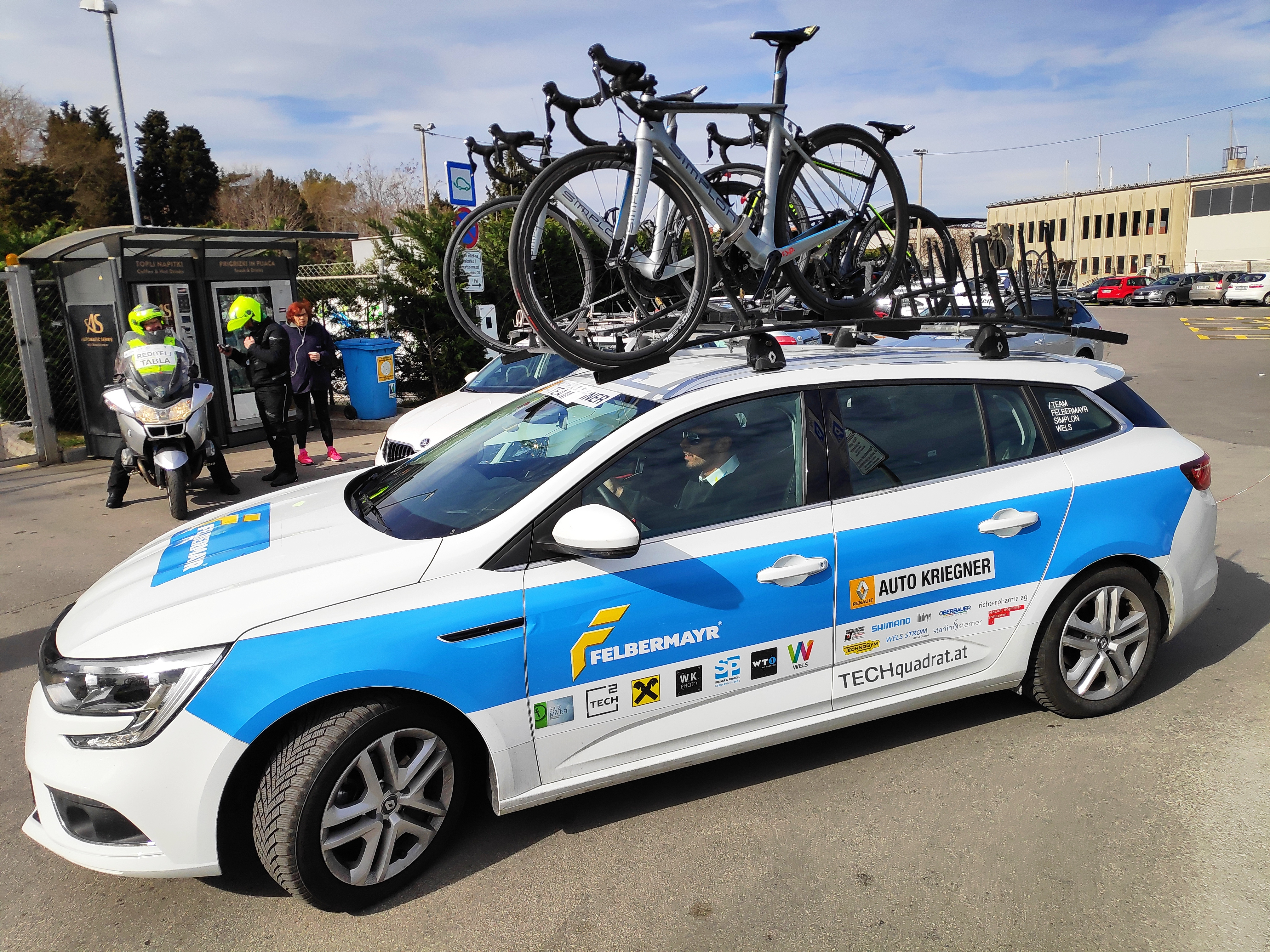
Vehículo del equipo.

El equipo utiliza bicicletas Scott.

## Clasificaciones UCI
A partir de 2005 la UCI instauró los Circuitos Continentales UCI, donde el equipo ha estado desde entonces, registrado dentro del UCI Europe Tour. Estando en las clasificaciones del UCI Europe Tour Ranking y del UCI America Tour Ranking. Las clasificaciones del equipo y de su ciclista más destacado son las siguientes:

### UCI America Tour
| Temporada | Clasificación por equipos | Mejor corredor | Posición |
| 2011-2012 | 27.º                      | Riccardo Zoidl | 70.º     |

### UCI Asia Tour
| Temporada | Clasificación por equipos | Mejor corredor | Posición |
| 2013-2014 | 71.º                      | Mario Schoibl  | 230.º    |
| 2016      | 88.º                      | Daniel Auer    | 512.º    |

### UCI Europe Tour
| Temporada | Clasificación por equipos | Mejor corredor    | Posición |
| 2008-2009 | 80.º                      | Martin Riška      | 381.º    |
| 2009-2010 | 87.º                      | Rupert Probst     | 567.º    |
| 2010-2011 | 85.º                      | Riccardo Zoidl    | 301.º    |
| 2011-2012 | 51.º                      | Riccardo Zoidl    | 206.º    |
| 2012-2013 | 5.º                       | Riccardo Zoidl    | 1.º      |
| 2013-2014 | 28.º                      | Patrick Konrad    | 58.º     |
| 2015      | 21.º                      | Gregor Mühlberger | 28.º     |
| 2016      | 32.º                      | Markus Eibegger   | 75.º     |
| 2017      | 42.º                      | Riccardo Zoidl    | 195.º    |
| 2018      | 30.º                      | Riccardo Zoidl    | 69.º     |
| 2019      | 84.º                      | Matthias Krizek   | 639.º    |

## Palmarés
Para años anteriores, véase Palmarés del Team Felt Felbermayr

### Palmarés 2024

#### Circuitos Continentales UCI
| Fechas      | Circuito             | Carreras                                                                 | Ganador         |
| 16 de mayo  | UCI Europe Tour 2024 | 2.ª etapa del Tour de Grecia                                             | Felix Ritzinger |
| 17 de mayo  | UCI Europe Tour 2024 | 3.ª etapa del Tour de Grecia                                             | Riccardo Zoidl  |
| 19 de mayo  | UCI Europe Tour 2024 | Tour de Grecia                                                           | Riccardo Zoidl  |
| 1 de junio  | UCI Europe Tour 2024 | 2.ª etapa del Tour de Malopolska                                         | Felix Ritzinger |
| 2 de junio  | UCI Europe Tour 2024 | 3.ª etapa del Tour de Malopolska                                         | Riccardo Zoidl  |
| 2 de junio  | UCI Europe Tour 2024 | Tour de Malopolska                                                       | Riccardo Zoidl  |
| 12 de junio | UCI Africa Tour 2024 | 1.ª etapa del Tour de Mauricio                                           | Patryk Stosz    |
| 13 de junio | UCI Africa Tour 2024 | 2.ª etapa del Tour de Mauricio                                           | Piotr Brożyna   |
| 14 de junio | UCI Africa Tour 2024 | 3.ª etapa del Tour de Mauricio                                           | Felix Ritzinger |
| 14 de junio | UCI Africa Tour 2024 | Tour de Mauricio                                                         | Piotr Brożyna   |
| 16 de junio | UCI Africa Tour 2024 | Clásica de la isla de Mauricio                                           | Patryk Stosz    |
| 26 de junio | UCI Europe Tour 2024 | 1.ª etapa A de la Carrera de la Solidaridad y de los Campeones Olímpicos | Patryk Stosz    |

## Plantilla
Para años anteriores, véase Plantillas del Team Felt Felbermayr

### Plantilla 2024
| Nombre                | Nacimiento | Nacionalidad    | Equipo 2023                  |
| Piotr Brożyna         | 17/02/1995 | Polonia         | Voster ATS Team              |
| Josef Dirnbauer       | 27/06/1998 | Austria         | Team Felbermayr-Simplon Wels |
| Daniel Federspiel     | 21/04/1987 | Austria         | Team Felbermayr-Simplon Wels |
| Miguel Heidemann      | 27/01/1998 | Alemania        | Leopard TOGT Pro Cycling     |
| Dominik Hödlmoser     | 27/07/2005 | Austria         | Neoprofesional               |
| Michael Kukrle        | 17/11/1994 | República Checa | Team Felbermayr-Simplon Wels |
| Hermann Pernsteiner   | 07/08/1990 | Austria         | Team Bahrain Victorious      |
| Julian Pöchacker      | 26/11/1999 | Austria         | Neoprofesional               |
| Jakob Purtscheller    | 09/07/2004 | Austria         | Team Felbermayr-Simplon Wels |
| Mathias Reutimann     | 15/11/1994 | Suiza           | Team Felbermayr-Simplon Wels |
| Felix Ritzinger       | 23/12/1996 | Austria         | Team Felbermayr-Simplon Wels |
| Sebastian Schönberger | 14/05/1994 | Austria         | Human Powered Health         |
| Patryk Stosz          | 15/07/1994 | Austria         | Voster ATS Team              |
| Tom Wirtgen           | 04/03/1996 | Luxemburgo      | Global 6 Cycling             |
| Emanuel Zangerle      | 24/09/2000 | Austria         | Team Felbermayr-Simplon Wels |
| Riccardo Zoidl        | 08/04/1988 | Austria         | Team Felbermayr-Simplon Wels |